# راسوند
راسوَند یا دوخواهران رشته‌کوهی است واقع در  شهرستان شازند در استان مرکزی ایران.
این کوهستان نامش بر گرفته از طایفه  راسوند زیوداری است که ایل اصلی مردم شهرستان شازند است مردمان شهر شهباز و هفته از عمده ترین مردم این ایل هست. 

نام این رشته کوه که از دربند توره تا دربند قاقان امتداد دارد برگرفته از نام یک قله از همین رشته کوه می‌باشد. قله راسوند (یا راستوند)  در دربند شازند واقع شده است. شهر شازند در دامنه همین رشته کوه می باشد. 
راسوند یکی از شاخه‌های زاگرس است.
رشته‌کوه راسوند به طرف جنوب شرقی ادامه داشته و به کوه‌های الوند اراک با ارتفاع ۳۰۵۶ متر در جنوب اراک می‌پیوندد.

## قلل عمده
- شهباز ۳۳۸۸ متر
- مالگا ۳۲۲۲ متر